# Martin Goebel
Martin Goebel (* 11. März 1953 in Mittelsömmern) ist ein ehemaliger deutscher Fußballspieler. In der höchsten Spielklasse des DDR-Fußballs, der Oberliga, spielte er für den FC Carl Zeiss Jena. Goebel gewann zweimal den FDGB-Pokal mit den Jenaern und bestritt fünf Länderspiele für die DDR-Nachwuchsnationalelf.

## Sportliche Laufbahn
Goebel begann seine fußballerische Laufbahn bei der Sportgemeinschaft Mittelsömmern. Von dort wechselte er zur Betriebssportgemeinschaft Empor Bad Langensalza, die ihn 1970 zum FC Carl Zeiss Jena delegierte. In Jena spielte Goebel bis zum Erreichen der Altersgrenze in der Juniorenoberliga.
Zwei Monate vor seinem 19. Geburtstag wurde er zum ersten Mal in der höchsten Spielklasse des DDR-Männerfußballs eingesetzt. Er gab dort sein Debüt am 14. Spieltag der Saison 1971/72, ausgetragen am 8. Januar 1972, im Punktspiel Vorwärts Stralsund gegen den FC Carl Zeiss (1:0), als er in der 79. Minute eingewechselt wurde. Nach einer weiteren Einwechslung am 15. Spieltag absolvierte Goebel bis zum Saisonende noch weitere sechs Oberligaspiele, in denen er jeweils für die vollen 90 Minuten als Mittelfeldspieler eingesetzt wurde. Für den FC Carl Zeiss endete die Saison mit dem Endspiel um den FDGB-Pokal, das die Jenaer mit Goebel als zentralem Mittelfeldspieler mit einem 2:1-Sieg über Dynamo Dresden gewannen. In der zweitklassigen Liga sammelte das Talent in der 2. Mannschaft zusätzlich zu Beginn der 1970er-Jahre Spielpraxis.
In den folgenden Spielzeiten 1972/73 und 1973/74 gehörte der Vorfertigungsmechaniker mit 18 beziehungsweise 20 Oberligapunktspielen weiterhin als Mittelfeldspieler zum Stammpersonal der 1. Mannschaft von Carl Zeiss. Zwischen 1972 und 1973 wurde der 1,78 Meter große FCC-Akteur auch in fünf Länderspielen der DDR-Nachwuchsnationalmannschaft eingesetzt. Zum Abschluss der Saison 1973/74 gewann Goebel zum zweiten Mal nach einem Endspielsieg gegen Dynamo Dresden, dieses Mal mit einem 3:1, den ostdeutschen Pokal. Mit der Saison 1974/75 neigte sich die Leistungskurve bei Goebel nach unten. Konnte er in dieser Spielzeit noch 15 Oberligaspiele bestreiten, so waren es 1975/76 nur noch zwei Einsätze. Ein Jahr später spielte Goebel überhaupt nicht in der Oberliga und bestritt in der Saison 1977/78 nur ein einziges Spiel in der Oberliga. Es war die Begegnung des 4. Spieltages, ausgetragen am 3. September 1977, zwischen dem 1. FC Union Berlin und dem FC Carl Zeiss (1:0), in der Goebel in der 33. Minute eingewechselt wurde. Für den erst 24-Jährigen war es das letzte Oberligaspiel. In seiner sechsjährigen Oberligakarriere absolvierte Goebel 64 Erstligapartien mit zwei Torerfolgen, 17 Begegnungen im FDGB-Pokal mit vier Toren und sechs Einsätze im Europapokal. Danach verliert sich seine Spur im höherklassigen ostdeutschen Fußball.